# Curtis Harrington
Gene Curtis Harrington (Los Ángeles, 17 de septiembre de 1926-Íb., 6 de mayo de 2007) fue un director de cine y televisión estadounidense reconocido por realizar filmes experimentales y de terror, y por haber dirigido episodios de seriados de televisión. Es considerado uno de los precursores del movimiento cinematográfico conocido como New Queer Cinema.
Falleció en Los Ángeles el 6 de mayo de 2007 por complicaciones con un derrame cerebral a los ochenta años.

## Filmografía

### Cortometrajes
- Fall of the House of Usher (1942)
- Fragment of Seeking (1946)
- Picnic (1948)
- On the Edge (1949)
- The Assignation (1952)
- Dangerous Houses (1952)
- St. Tropaz (1952)
- The Wormwood Star (1956)
- The Four Elements (1966)
- Usher (2000)

### Largometrajes
- Marea nocturna (1961)
- Voyage to the Prehistoric Planet (1965)
- Queen of Blood (1966)
- Games (1967)
- What's the Matter with Helen? (1971)
- Whoever Slew Auntie Roo? (1971)
- The Killing Kind (1973)
- Ruby (1977)
- Mata Hari (1985)

### Telefilmes
- How Awful About Allan (1970)
- The Cat Creature (1973)
- Killer Bees (1974)
- The Dead Don't Die (1975)
- Devil Dog: The Hound of Hell (1978)